# Diacantharius peruensis
Diacantharius peruensis là một loài tò vò trong họ Ichneumonidae.